# Nederlandse kampioenschappen atletiek 2006
In 2006 werden de Nederlandse kampioenschappen atletiek gehouden in het Olympisch Stadion (Amsterdam). De organisatie lag in de handen van de Amsterdamse atletiekvereniging Phanos in samenwerking met de Atletiekunie (voorheen KNAU).
De 10.000 m voor mannen en vrouwen vond plaats op 25 mei in Vught.

## Uitslagen

### 100 m
| rang   | atleet            | prestatie |
| ------ | ----------------- | --------- |
| Goud   | Caimin Douglas    | 10,44 s   |
| Zilver | Guus Hoogmoed     | 10,60 s   |
| Brons  | Patrick van Luijk | 10,68 s   |

| rang   | atlete                | prestatie |
| ------ | --------------------- | --------- |
| Goud   | Jacqueline Poelman    | 11,56 s   |
| Zilver | Pascal van Assendelft | 11,78 s   |
| Brons  | Esther Dankwah        | 11,91 s   |

### 200 m
| rang   | atleet            | prestatie |
| ------ | ----------------- | --------- |
| Goud   | Guus Hoogmoed     | 21,05 s   |
| Zilver | Daniel Ward       | 21,31 s   |
| Brons  | Patrick van Luijk | 21,50 s   |

| rang   | atlete                | prestatie |
| ------ | --------------------- | --------- |
| Goud   | Jacqueline Poelman    | 23,60 s   |
| Zilver | Pascal van Assendelft | 24,12 s   |
| Brons  | Paula Schouten        | 24,66 s   |

### 400 m
| rang   | atleet               | prestatie |
| ------ | -------------------- | --------- |
| Goud   | Bob Keus             | 47,31 s   |
| Zilver | Youssef el Rhalfioui | 47,92 s   |
| Brons  | Jelle Heisen         | 48,11 s   |

| rang   | atlete            | prestatie |
| ------ | ----------------- | --------- |
| Goud   | Romara van Noort  | 53,63 s   |
| Zilver | Annemarie Schulte | 54,33 s   |
| Brons  | Najla Jaber       | 55,17 s   |

### 800 m
| rang   | atleet                 | prestatie |
| ------ | ---------------------- | --------- |
| Goud   | Bram Som               | 1.48,22   |
| Zilver | Maarten van den Heuvel | 1.50,35   |
| Brons  | Hugo de Haan           | 1.51,39   |

| rang   | atlete            | prestatie |
| ------ | ----------------- | --------- |
| Goud   | Yvonne Hak        | 2.14,30   |
| Zilver | Lotte Visschers   | 2.14,31   |
| Brons  | Anne van den Hurk | 2.14,73   |

### 1500 m
| rang   | atleet               | prestatie |
| ------ | -------------------- | --------- |
| Goud   | Bob Winter           | 3.48,51   |
| Zilver | Rob Detert Oude Weme | 3.49,62   |
| Brons  | Bas Eefting          | 3.49,80   |

| rang   | atlete          | prestatie |
| ------ | --------------- | --------- |
| Goud   | Adriënne Herzog | 4.19,56   |
| Zilver | Susan Kuijken   | 4.23,92   |
| Brons  | Marije te Raa   | 4.25,12   |

### 5000 m
| rang   | atleet           | prestatie |
| ------ | ---------------- | --------- |
| Goud   | Gert-Jan Liefers | 13.51,54  |
| Zilver | Sander Schutgens | 14.02,01  |
| Brons  | Jamal Baligha    | 14.07,13  |

| rang   | atlete              | prestatie |
| ------ | ------------------- | --------- |
| Goud   | Anita Giusti-Looper | 16.08,02  |
| Zilver | Selma Borst         | 16.26,84  |
| Brons  | Marlies Overbeeke   | 16.30,43  |

### 10.000 m[1]
| rang   | atleet           | prestatie |
| ------ | ---------------- | --------- |
| Goud   | Sander Schutgens | 29.09,71  |
| Zilver | Jeroen van Damme | 29.19,25  |
| Brons  | Khalid Choukoud  | 29.21,98  |

| rang   | atlete            | prestatie |
| ------ | ----------------- | --------- |
| Goud   | Lornah Kiplagat   | 32.20,37  |
| Zilver | Anita Looper      | 33.38,29  |
| Brons  | Daphne Panhuijsen | 34.22,59  |

### 110 m horden/100 m horden
| rang   | atleet                | prestatie |
| ------ | --------------------- | --------- |
| Goud   | Marcel van der Westen | 13,76 s   |
| Zilver | Gregory Sedoc         | 13,84 s   |
| Brons  | Virgil Spier          | 14,15 s   |

| rang   | atlete          | prestatie |
| ------ | --------------- | --------- |
| Goud   | Karin Ruckstuhl | 13,41 s   |
| Zilver | Yvonne Wisse    | 13,50 s   |
| Brons  | Judith Vis      | 13,53 s   |

### 400 m horden
| rang   | atleet            | prestatie |
| ------ | ----------------- | --------- |
| Goud   | Vincent Kerssies  | 50,71 s   |
| Zilver | Eelco Veldhuijzen | 51,01 s   |
| Brons  | Marnix Engels     | 53,28 s   |

| rang   | atlete            | prestatie |
| ------ | ----------------- | --------- |
| Goud   | Marjolein de Jong | 56,72 s   |
| Zilver | Tamara Ruben      | 57,95 s   |
| Brons  | Susanne Dekkers   | 62,35 s   |

### 3000 m steeplechase
| rang   | atleet           | prestatie |
| ------ | ---------------- | --------- |
| Goud   | Simon Vroemen    | 8.20,61   |
| Zilver | Dennis Licht     | 8.48,12   |
| Brons  | Olfert Molenhuis | 9.02,84   |

| rang   | atlete             | prestatie |
| ------ | ------------------ | --------- |
| Goud   | Miranda Boonstra   | 9.49,64   |
| Zilver | Andrea Deelstra    | 10.08,37  |
| Brons  | Jolanda Verstraten | 10.36,98  |

### Verspringen
| rang   | atleet           | prestatie |
| ------ | ---------------- | --------- |
| Goud   | Gregory Sedoc    | 7,68 m    |
| Zilver | Jurgen Cools     | 7,27 m    |
| Brons  | Eugène Martineau | 7,17 m    |

| rang   | atlete          | prestatie |
| ------ | --------------- | --------- |
| Goud   | Karin Ruckstuhl | 6,26 m    |
| Zilver | Mirjam Boxhoorn | 5,93 m    |
| Brons  | Ellen Naastepad | 5,75 m    |

### Hink-stap-springen
| rang   | atleet           | prestatie |
| ------ | ---------------- | --------- |
| Goud   | Marat Safiullin  | 15,83 m   |
| Zilver | Maarten Bouwman  | 14,57 m   |
| Brons  | Martijn Delissen | 14,39 m   |

| rang   | atlete          | prestatie |
| ------ | --------------- | --------- |
| Goud   | Janneke Hulshof | 12,32 m   |
| Zilver | Brenda Baar     | 12,19 m   |
| Brons  | Myriam de Waal  | 11,26 m   |

### Hoogspringen
| rang   | atleet           | prestatie |
| ------ | ---------------- | --------- |
| Goud   | Jan Peter Larsen | 2,22 m    |
| Zilver | Wilbert Pennings | 2,19 m    |
| Brons  | Martijn Nuyens   | 2,16 m    |

| rang   | atlete          | prestatie |
| ------ | --------------- | --------- |
| Goud   | Karin Ruckstuhl | 1,82 m    |
| Zilver | Marije Langen   | 1,79 m    |
| Brons  | Inge Crijns     | 1,76 m    |

### Polsstokhoogspringen
| rang   | atleet             | prestatie |
| ------ | ------------------ | --------- |
| Goud   | Christian Tamminga | 5,32 m    |
| Zilver | Robbert Jan Jansen | 5,22 m    |
| Brons  | Wout van Wengerden | 5,02 m    |

| rang   | atlete                | prestatie |
| ------ | --------------------- | --------- |
| Goud   | Rianna Galiart        | 4,20 m    |
| Zilver | Christa van der Toorn | 3,81 m    |
| Brons  | Sabine Verbeek        | 3,71 m    |

### Kogelstoten
| rang   | atleet        | prestatie |
| ------ | ------------- | --------- |
| Goud   | Rutger Smith  | 21,02 m   |
| Zilver | Tom Corstjens | 17,36 m   |
| Brons  | Patrick Groot | 17,18 m   |

| rang   | atlete            | prestatie |
| ------ | ----------------- | --------- |
| Goud   | Melissa Boekelman | 16,49 m   |
| Zilver | Denise Kemkers    | 16,35 m   |
| Brons  | Loes Verlaak      | 15,45 m   |

### Discuswerpen
| rang   | atleet        | prestatie |
| ------ | ------------- | --------- |
| Goud   | Rutger Smith  | 62,35 m   |
| Zilver | Erik Cadée    | 61,20 m   |
| Brons  | Patrick Groot | 54,29 m   |

| rang   | atlete         | prestatie |
| ------ | -------------- | --------- |
| Goud   | Monique Jansen | 49,79 m   |
| Zilver | Denise Kemkers | 49,28 m   |
| Brons  | Loes Verlaak   | 48,13 m   |

### Speerwerpen
| rang   | atleet           | prestatie |
| ------ | ---------------- | --------- |
| Goud   | Elliott Thijssen | 70,19 m   |
| Zilver | Oscar Schermer   | 67,94 m   |
| Brons  | Rick van Tiel    | 64,29 m   |

| rang   | atlete        | prestatie |
| ------ | ------------- | --------- |
| Goud   | Bregje Crolla | 51,85 m   |
| Zilver | Laurien Hoos  | 46,90 m   |
| Brons  | Jisca Docters | 44,61 m   |

### Kogelslingeren
| rang   | atleet        | prestatie |
| ------ | ------------- | --------- |
| Goud   | Vincent Onos  | 59,54 m   |
| Zilver | Ronald Gram   | 59,30 m   |
| Brons  | Martin Wijand | 51,95 m   |

| rang   | atlete             | prestatie |
| ------ | ------------------ | --------- |
| Goud   | Tamara van der Bij | 57,89 m   |
| Zilver | Maaike Schetters   | 53,47 m   |
| Brons  | Yvonne Veenhuizen  | 47,54 m   |

1904 · 
1908 · 
1909 · 
1910 · 
1911 · 
1912 · 
1913 · 
1914 · 
1915 · 
1917 · 
1918 · 
1919 · 
1920 · 
1921 · 
1922 · 
1923 · 
1924 · 
1925 · 
1926 · 
1927 · 
1928 · 
1929 · 
1930 · 
1931 · 
1932 · 
1933 · 
1934 · 
1935 · 
1936 · 
1937 · 
1938 · 
1939 · 
1940 · 
1941 · 
1942 · 
1943 · 
1944 · 
1946 · 
1947 · 
1948 · 
1949 · 
1950 · 
1951 · 
1952 · 
1953 · 
1954 · 
1955 · 
1956 · 
1957 · 
1958 · 
1959 · 
1960 · 
1961 · 
1962 · 
1963 · 
1964 · 
1965 · 
1966 · 
1967 · 
1968 · 
1969 · 
1970 · 
1971 · 
1972 · 
1973 · 
1974 · 
1975 · 
1976 · 
1977 · 
1978 · 
1979 · 
1980 · 
1981 · 
1982 · 
1983 · 
1984 · 
1985 · 
1986 · 
1987 · 
1988 · 
1989 · 
1990 · 
1991 · 
1992 · 
1993 · 
1994 · 
1995 · 
1996 · 
1997 · 
1998 · 
1999 · 
2000 · 
2001 · 
2002 · 
2003 · 
2004 · 
2005 · 
2006 · 
2007 · 
2008 · 
2009 · 
2010 · 
2011 · 
2012 · 
2013 · 
2014 · 
2015 · 
2016 ·
2017 ·
2018 ·
2019 ·
2020 ·
2021 ·
2022 ·
2023 ·
2024 ·
2025